# ジェームス・モガ
ジェームス・ジョセフ・サイード・モガ（James Joseph Saeed Moga, 1983年6月14日 - ）は、スーダン（現南スーダン）・ニムレ出身の元スーダン代表、南スーダン代表の元サッカー選手。現役時代のポジションはFW。

## 経歴
スーダン代表として14試合に出場。2011年からはスーダンから独立した南スーダン代表に所属。南スーダン代表の初試合となったケニア・タスカーFCとの試合では1-3で敗れたものの、初ゴールを挙げた。